# Diogo da Conceição de Araújo
Diogo da Conceição de Araújo O.E.S.A. (Vila Viçosa, 1549 — Goa, 1597) foi um prelado português, bispo auxiliar de Goa.
Foi nomeado bispo-auxiliar de Goa a 13 de novembro de 1595, sendo consagrado no ano seguinte como bispo titular de Calama, na Sé de Lisboa, por Dom Aleixo de Meneses, O.S.A., arcebispo de Goa. Morreu após um ano.